# جوشکاری زیر آب

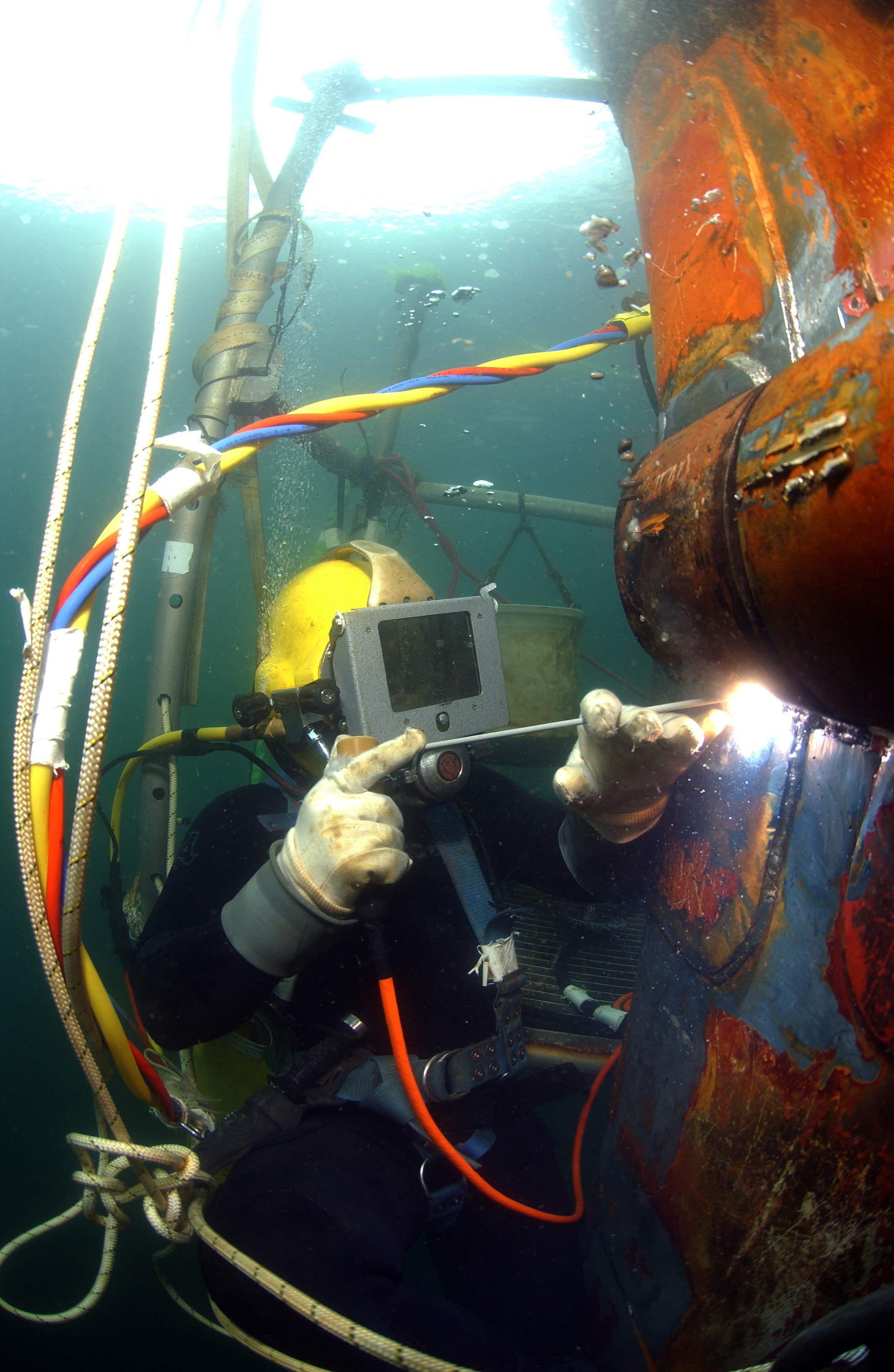
انجام جوشکاری زیرآب

جوشکاری زیر آب (به انگلیسی: Hyperbaric welding) توسط دانشمند روسی به نام کنستانتین خرینوف و به سال ۱۹۳۲ می‌باشد که با به‌کارگیری آن در جنگ جهانی دوم هنگامی که کشتی‌های خسارت دیده باید سریعاً در آب تعمیر می‌شدند، شدیداً رواج پیدا کرد.
بسیاری از مردم جوشکاری زیر آب را بسیار عجیب می‌دانند، چون ماهیت جوشکاری را از آتش می‌دانند.
ولی جوشکاری ماهیت قوس الکتریکی دارد و روشن شدن آن زیر آب کار عجیبی نیست. برای جوشکاری در خشکی، هوا یونیده می‌شود و در آب، بخار آب یونیزه می‌شود.

## جوشکاری زیر آب: فناوری و فنون برای اتصال قطعات در محیط های مرطوب
جوشکاری زیر اب اولین بار توسط یک فرد روسی در سال ۱۹۳۲ و در دریای سیاه انجام شد. بر خلاف آنچه که به نظر می‌رسد جوشکاری زیر آب در واقع تفاوت زیادی با انواع روش‌های جوشکاری که در خشکی اتفاق می‌افتد ندارد. اگرچه که این نوع از جوشکاری به عنوان یک رشته خطرناک احتیاج به مهارت و تمرین زیاد دارد.
جوشکار باید علاوه بر مهارت جوشکاری مهارت غواصی هم داشته باشد. اعمال یک فرایند دما بالا در عمق دریا برای همه عموم عجیب است. باید توجه داشته باشید که دمای جوشکاری از قوس تأمین می‌شود نه شعله آتش.
از طرفی قرار گرفتن آب و الکتریسیته در کنار هم از دلایل پرخطر بودن این حرفه است. که می‌تواند منجر به شوک الکتریکی فرد جوشکار شود. برای جلوگیری از این اتفاق لوازم و تجهیزات جوشکاری باید تماماً عایق بندی و ضد آب باشند. یکی دیگر از مشکلات این روش جوشکاری، فشار زیاد در اعماق دریا است. که در زمان‌های طولانی مدت ممکن است برای غواص و جوشکار ایجاد مشکل کند. برای جلوگیری از این اتفاق فرایند فشار زدایی با استفاده از عمق‌سنج باید به دقت انجام شود.
جوشکاری زیر آب به دو روش مرطوب و خشک انجام می‌شود. جوشکاری به روش خشک در یک اتاقک زیر آب انجام می‌شود و درون اتاقک هوای فشرده شده وجود دارد. این روش بسیار هزینه بر است و زمان زیادی می‌گیرد اما بسیار از مشکلات جوش‌کاری به روش مرطوب را ندارد.
قوس الکتریکی در زیر آب از یونیزه شدن مولکول‌های آب شکل می‌گیرد. به همین دلیل تشکیل ترک هیدووژنی مشکل شایعی است. از این روش جوشکاری، برای تعمیر خطوط لوله دریایی و بدنه کشتی‌ها استفاده می‌شود.

## انواع جوشکاری زیر آب
جوشکاری زیر آبی را می‌توان در دو دسته طبقه‌بندی کرد:
1. جوشکاری مرطوب
2. جوشکاری خشک

در روش جوشکاری مرطوب، عملیات جوشکاری در زیر آب اجرا شده و مستقیماً با محیط مرطوب سرو کار دارد. در روش جوشکاری خشک، یک اتاقک خشک در نزدیکی محلی که می‌بایستی جوشکاری شود ایجاد شده و جوشکار کار خود را با قرار گرفتن در داخل اتاقک انجام می‌دهد.
- جوشکاری مرطوب:

نام جوشکاری مرطوب حاکی از آن است که جوشکاری که در زیر آب صورت می‌پذیرد، مستقیماً در معرض محیط مرطوب قرار دارد. در این روش از جوشکاری از نوعی الکترود ویژه استفاده می‌شود و جوشکاری به صورت دستی درست مانند همان جوشکاری که در فضای بیرون آب انجام می‌شود، صورت می‌گیرد. آزادی عملی که جوشکار در حین جوش کاری از این روش دارد، جوشکارجزاء فلزی نگهدارنده الکترود می‌شود. برای جوشکاری مرطوب از جریان AC نیز به دلیل عدم امنیت کافی و وجود مشکلاتی که در حفاظت از قوس درزیر آب وجود دارد، استفاده نمی‌شود. سطح مستقر شده‌است و توسط کابل‌ها و شیلنگ‌ها به غواص یا جوشکار متصل می‌شود.
در جوشکاری مرطوب MMA (جوشکاری قوس فلزی دستی)۲ دو مشخصه زیر بکار گرفته می‌شود:
1. تأمین کننده نیرو: dc
2. قطبیت: قطبیت منفی و ac

اگر از جریان DC و قطب + استفاده شود، برقکافت روی داده و سبب خراب شدگی و از بین رفتن سریع اجزاء فلزی نگهدارنده الکترود می‌شود. برای جوشکاری مرطوب از جریان AC نیز به دلیل عدم امنیت کافی و وجود مشکلاتی که در حفاظت از قوس درزیر آب وجود دارد، استفاده نمی‌شود.
منبع تغذیه می‌بایستی یک دستگاه جریان مستقیم که دارای رده‌بندی آمپر بین ۳۰۰ تا ۴۰۰ است، باشد. دستگاه‌های جوشکاری ژنراتور موتور اغلب برای جوشکاری مرطوب مورد استفاده قرار می‌گیرد. پیکره دستگاه جوشکاری می‌بایستی در پایین، زیر کشتی قرار داده شده باشد. مدار جوشکاری می‌بایستی شامل نوعی سوئیچ مثبت باشد که معمولاً از یک کلید تیغه ای استفاده می‌شود و از جوشکار غواص فرمان می‌گیرد. کلید تیغه ای در مدار الکترود می‌بایستی در تمام طول جوشکاری در برابر شکسته شدن مقاوم باشد و نیز از امنیت کافی برخوردار باشد. منبع تغذیه جوشکاری می‌بایستی در حین فرایند جوشکاری تنها به نگهدارنده الکترود وصل باشد. در این روش از جریان مستقیم همراه با الکترود منفی و نیز از نگهدارنده الکترود ویژه ای که در برابر آب عایق هستند استفاده می‌شود. نگهدارنده‌های الکترود جوشکاری که در زیر آب بکار گرفته می‌شوند از یک سر خمیده برای گرفتن الکترود و نگه داشتن آن در خود بهره می‌برند و ظرفیت پذیرش دو نوع الکترود را دارد.
نوع الکترودی که به کار گرفته می‌شود بر طبق استاندارد AWS (انجمن جوشکاری آمریکا)۳ در طبقه‌بندی E۶۰۱۳ قرار گرفته‌است. این الکترودها می‌بایستی ضد آب باشند و تمامی اتصالات نیز باید طوری عایق بندی شده باشد که آب نتواند با قسمت‌های فلزی کوچک‌ترین تماسی داشته باشد. اگر عایق بندی شکستگی داشته باشد یا قسمتی از آن ترک داشته باشد، آنگاهآب می‌تواند با فلز رسانا تماس پیدا کرده، موجب ایجاد نقص و در نهایت کار نکردن قوس شود. به علاوه اینکه ممکن است خوردگی سریع مس در قسمتی که عایق ترک خورده‌است، ایجاد شود.
- جوشکاری خشک:

جوشکاری بیش فشار در اتاقک‌های پلمپ شده در اطراف سازه یا قطعه ای که می‌خواهد جوشکاری شود، استفاده می‌شود. این اتاقک در یک فشار معمولی پر از گاز می‌شود (که معمولاً از هلیوم حاوی نیم بار۵ اکسیژن است). این جایگاه روی خطوط لوله قرار گرفته و با هوایی مخلوط از هلیو و اکسیژن که قابل تنفس باشد پر شده و در فشاری که جوشکاری آنجا صورت می‌پذیرد یا فشاری بیشتر از آن اجرا می‌شود. در این روش در اتصالات جوش بسیار با کیفیتی ایجاد می‌شود به طوری که با اشعه ایکس و دیگر تجهیزات لازم ایجاد می‌شود. فرایند جوشکاری قوس گاز تنگستن در این قسمت بکار گرفته خواهد شد. محوطه زیر جایگاه در معرض آب قرار دارد؛ بنابراین جوشکاری در محل خشکی صورت گرفته ولی در فشار هیدرو استاتیکی آبدریا که در محیط مجاور آن قرار دارد.

### جوشکاری پر فشار
یک فرایند جوشکاری در فشار بالا و به‌طور معمول در زیر آب است.
جوشکاری پر فشار هم می‌تواند به صورت مرطوب در آب یا خشک در داخل یک محفظه ویژه با فشار مثبت انجام شود.
به همین دلیل عنوان جوشکاری پر فشار برای انجام فرایند در یک محیط خشک و عنوان جوشکاری زیر آب برای جوشکاری در یک محیط مرطوب استفاده می‌شوند.
جوشکاری زیر آب چندان عجیب نیست.
جوشکاری ماهیت قوس الکتریکی دارد و امکان روشن شدن آن زیر آب نیز وجود دارد.
برای جوشکاری در خشکی، هوا یونیزه می‌شود و در آب، بخار آب یونیزه می‌شود.
کاربردهای جوشکاری پر فشار متنوع هستند و معمولاً برای تعمیر کشتی‌ها، سکوهای نفتی دریایی و خطوط لوله انجام می‌شود.
فولاد شایع‌ترین ماده جوش داده شده‌است.
در هنگام نیاز به جوشکاری با کیفیت بالا جوشکاری پر فشار خشک نسبت به جوشکاری مرطوب زیر آب در اولویت استفاده است.
دلیل آن هم افزایش امکان اعمال کنترل بر شرایط همانند استفاده از عملیات حرارتی مورد نیاز قبل و بعد از جوشکاری است.
این کنترل بسیار بالاتری در مقایسه با جوشکاری مرطوب می‌شود.
بنابراین هنگامی که به جوش با کیفیت بسیار بالا مورد نیاز است معمولاً از جوشکاری پر فشار خشک استفاده می‌شود.

### نحوه عملکرد جوشکاری مرطوب
پروسهٔ جوشکاری مرطوب در زیر آب طی مراحل زیر صورت می‌پذیرد:
قطعه کاری که قرار است جوش داده شود به یک طرف مدار الکتریکی متصل بوده و الکترود فلزی در طرف دیگر مدار. این دو قسمت از مدار (الکترود و قطعه کار) کمی به یکدیگر نزدیک شده ولی بعد از مدتی از یکدیگر فاصله می‌گیرند. در حین نزدیک شدن الکترود به قطعه کار، جریان الکتریکی وارد شکاف شده و باعث ایجاد یک جرقه الکتریکی پایستار می‌شود (قوس) و باعث ذوب شدن فلز در آن ناحیه و شکل گرفتن حوضچه جوش می‌شود. در این زمان، نوک الکترود ذوب شده و ذره‌های کوچک فلز در حوضچه مذاب جمع می‌شود. در طول این عمل جریان مذابی، نوک الکترود را پوشش داده و روکش الکترود گاز محافظ را ایجاد می‌کند. که موجب استحکام بخشیدن به قوس شده و همان‌طور که گفته شد از جریان فلز مذاب محافظت می‌کند. قوس در یک منطقه حفره مانند ذوب می‌شود و جوش را پدیدار می‌سازد.

### نحوه عملکرد جوشکاری خشک
این نوع جوشکاری به دو روش انجام می‌شود.
اول اینکه جوشکار در محل جوش و در جای خشک می‌باشد و دوم اینکه فقط محل جوش و دستان جوشکار در تماس با آب نمی‌باشند.
در کل در این روش محل جوش در تماس مستقیم با آب قرار نمی‌گیرد.
در جوشکاری خشک منطقه جوشکاری باید توسط محفظه مناسب آب‌بندی شود.
به همین دلیل یک اتاقک در اطراف سازه‌ای که قرار است جوش داده شود قرار می‌گیرد.
این اتاقک با هوای فشرده و قابل تنفس پر شده و یک لوله رابط آن را به کشتی متصل می‌کند و وسایل مورد نیاز را برای آن می‌فرستد.

### شرایط ناسازگار در جوشکاری زیر آب
جریان مخالف
دمای پایین
وقتی ضخامت فلز از ۵ میلی‌متر کمتر است.
وقتی قطعات خوب به هم فیت نیستند. یک شکاف (گپ) ۳ میلی‌متر حداکثر فاصله مجاز برای جوشکاری مرطوب با استفاده از تکنیک self-consuming و با الکترود ۳ است.
با افزایش عمق، کار سخت‌تر می‌شود چون فشار هیدرواستاتیک افزایش می‌یابد.
وقتی دید بسیار کم می‌شود و غواص درز جوش را خوب نمی‌بیند.

### تجهیزات مورد نیاز برای جوشکاری زیر آب
دستگاه جوشکاری DC 400 آمپر
سوییچ ایمنی ۴۰۰ آمپر ۲۵۰ ولت
کابل جوش
انبر اتصال
انبر تست آمپر
ولت‌متر DC
انبر نگهدارنده الکترود
برس سیمی
چکش گل زنی
سوهان
الکترود عایق
دستکش
ماسک

### الکترودهای مصرفی جوشکاری زیر آب
الکترودهای مورد مصرف در جوشکاری زیر آبی از انواع اصلاح شده الکترودهای دستی معمولی هستند. سیستم کدگذاری خاصی برای این الکترودها وجود ندارد و اغلب آنها بر اساس نام تجاری شناخته شده و بر اساس قابلیت و سهولت استفاده برای جوشکاران کاربرد یافته‌اند. پرمصرف‌ترین این الکترودها، الکترودهای مورد مصرف برای فولادهای کربنی/ منگنزی هستند. خواص مکانیکی جوش زیر آبی به شدت به عمق جوشکاری وابسته بوده و با افزایش عمق محل جوشکاری، این خواص کاهش می‌یابند. با افزایش عمق، فشار افزایش می‌یابد. این امر باعث ورود اکسیژن ناشی از تجزیه آب و افزایش مقدار آن و در نتیجه کاهش منگنز و سیلیکون و افزایش کربن در حوضچه جوش و ایجاد تخلخل در جوش هنگام سرد شدن آن می‌شود. همچنین ممکن است مقدار هیدروژن افزایش یابد که نتیجه آن ازدیاد تخلخل و کاهش پایداری قوس است چرا که در عمق‌های زیاد به دلیل پتانسیل یونیزاسیون بالای هیدروژن، پایداری قوس کاهش می‌یابد.
یکی دیگر از مشکلات قابل توجه در جوشکاری زیرآبی احتمال ایجاد ترک‌های هیدروژنی در اثر حضور آب و رطوبت است که ریسک این پدیده نیز با افزایش عمق، افزایش می‌یابد. این موضوع در حالتی که از الکترودهای با روکش اسیدی استفاده می‌شود از حساسیت بیشتری برخوردار است چراکه قابلیت جذب رطوبت در این نوع پوشش بیشتر بوده و هیدروژن تجزیه شده از این رطوبت به راحتی جذب فلز جوش مذاب می‌شود. به همین دلیل در جوشکاری زیر آبی استفاده از الکترودهای نوع روتیلی ترجیح داده می‌شود.
روکش این الکترودها حاوی مواد مختلفی برای بهبود شرایط جوشکاری و خواص جوش است. به عنوان مثال فرومنگنز به منظور جذب اکسیژن و کاهش تخلخل و تیتانیوم و بور به دلیل تشکیل ساختار فریت سوزنی و بهبود خواص مکانیکی، به مواد پوشش الکترود افزوده می‌گردد. همچنین گاهی نیکل به منظور بهبود چقرمگی به مواد پوشش افزوده می‌شود.
جوشکاری زیرآبی فولادهایی با استحکام بالاتر معمولاً با استفاده از الکترودهای زنگ نزن آستنیتی انجام می‌گیرد تا احتمال ایجاد ترک هیدروژنی کاهش یابد. اما در این حالت باید احتیاط‌های لازم صورت گیرد تا از ایجاد ترک در ناحیه متأثر از حرارت (HAZ) پیشگیری شود.
در الکترودهای دستی معمولاً به دلیل کمتر بودن سرعت سوخت پوشش الکترود نسبت به ذوب مغزی آن، یک چاله در سر الکترود تشکیل می‌شود که قوس، درون آن گودی که از اطراف توسط فالکس پوشش احاطه شده، ایجاد می‌شود. این پدیده به حفاظت از ذرات مذاب جدا شده از الکترود و همچنین کنترل انتقال آنها کمک می‌کند. چاله سر الکترود در بحث جوشکاری زیر آبی بسیار حائز اهمیت است.
با استفاده از این تکنیک جوشکاران می‌توانند حتی درصورت عدم وجود دید کافی با وارد آوردن کمی فشار به الکترود، بدون نیاز به کنترل طول قوس، با یک نرخ تغذیه ثابت جوشکاری را انجام دهند. یکی از وظایف پوشش الکترود تولید اتمسفر محافظ در اطراف حوضچه جوش است. در جوشکاری زیر آبی نیز این پدیده وجود دارد و به دلیل وجود آب، از اهمیت بسیار بالاتری برخوردار است. یکی از تفاوت‌های قوس زیر آب با قوس در هوا ایجاد حباب‌های گاز در ناحیه قوس است. رفتار این حباب‌ها در جوشکاری زیر آبی از اهمیت بالایی برخوردار است. این حباب‌ها علاوه بر ناپایدار کردن قوس می‌توانند باعث تلاطم حوضچه جوش نیز شوند.
مهم‌ترین تفاوت ظاهری الکترودهای دستی معمولی با الکترودهای جوشکاری زیر آبی، پوشش ضد آب الکترودهای زیر آبی است. الکترودهای مورد مصرف در جوشکاری قوسی زیر آبی توسط یک موم یا پلاستیک ضد آب پوشش داده می‌شوند تا فلاکس روکش الکترود را تا زمان مصرف از تماس با آب محافظت کرده یا حداقل نفوذ رطوبت را محدود سازد.

### مزایا و معایب دو روش جوشکاری زیر آب
- مزایای جوشکاری خشک

۱) ایمنی غواص – جوشکاری در یک اتاقک صورت گرفته که موجب مصون ماندن جوشکار از جریانات اقیانوسی یا احتمالاً موجودات دریایی می‌شود. این جایگاه خشک و گرم از روشنایی مطلوبی برخوردار بوده و از سیستم کنترل محیط خاصی نیز بهره می‌گیرد(ESC)۶.
۲) کیفیت خوب جوش – این روش توانایی ایجاد جوش‌هایی را دارد که حتی می‌توان آن را با جوش‌های موجد در فضای باز و در مجاورت هوا مقایسه کرد. دلیل این امر اینست که دیگر آبی وجود ندارد که بخواهد جوش را خاموش یا قطع کند. و نیز اینکه میزان هیدروژن (H۲) تولیدی آن خیلی کمتر از جوشکاری‌های مرطوب است.
۳) کنترل سطح– آماده‌سازی اتصال، هم ترازی لوله، بررسی آزمایش ضد مخرب (NDT)(۷) و غیره به صورت عینی کنترل و تنظیم می‌شوند.
۴) آزمون غیر مخرب (NDT) – آزمون غیر مخرب برای محیط خشک جایگاه تسهیل شده‌است.
اینکه عیب و کاستیِ ناشناخته ای پدیدار شود، وجود دارد.
- معایب جوشکاری خشک

۱) اتاقک یا جایگاه جوشکاری تجهیزات پیچیده و خدمات پشتیبانی زیادی را مستلزم می‌داند و خود اتاقک به طرز غیر متعارفی پیچیده‌است.
۲) هزینه و ارزش مالی این اتاقک به صورت قابل ملاحظه ای بالا بوده و بسته به عمق محل کار هزینه آن افزایش می‌یابد. عمق محل جوشکاری در کار تأثیر می‌گذارد، طوری که در اعماق بیشتر جمع کردن قوس و استفاده از ولتاژهای بالتر و متناسب با آن لازم و ضروری می‌باشد. انجام یک کار جوشکاری بدین شکل هزینه ای بالغ بر ۸۰۰۰۰ دلار دارد. و نیز گاهی اوقات نمی‌توان از یک اتاقک برای چند کار مختلف استفاده کرد، که البته این مشکل بستگی به نوع کارها و میزان تفاوت آنها دارد.
- مزایای جوشکاری مرطوب

جوشکاری مرطوب که در زیر آب به صورت دستی صورت می‌گیرد، در مرمت و بازسازی سازه‌های فراساحلی در سالهای اخیر به سرعت در حال رشد و گسترش است.
از جمله فواید جوشکاری مرطوب می‌توان به موارد زیر اشاره کرد:
1. چند کاره بودن و داشتن هزینه کمتر در جوشکاری مرطوب باعث شده که میل و اشتیاق بیشتری به این روش وجود داشته باشد.
2. برخورداری از سرعت مناسب در هنگام اجرای طرح از دیگر مزایای این روش است.
3. در مقایسه با جوشکاری خشک هزینه کمتری دارد.
4. در این روش جوشکار می‌تواند به قسمت‌هایی از سازه‌های فرا ساحلی دسترسی داشته باشد که با استفاده از روش‌های دیگر قابل جوشکاری نیست.
5. احتیاج به هیچ نوع محصور سازی نبوده و بنابراین زمانی نیز برای آن تلف نخواهد شد. تجهیزات و دستگاه‌های استاندارد مرسوم به آسانی قابل استفاده است. به وسایل زیادی هم برای انجام یک کار جوشکاری مورد نیاز نیست.

- معایب جوشکاری مرطوب

اگر چه جوشکاری مرطوب کاربرد گسترده‌ای پیدا کرده‌است ولی همچنان از وجود نواقصی رنج می‌برد، از آن جمله می‌توان به موارد زیر اشاره کرد:
۱) آبدیدگی سریع فلز جوشکاری– دلیل این آبدیدگی آبی است که در اطراف آن وجود دارد. اگرچه آبدیدگی نیروی تنش پذیری را در جوشکاری افزایش می‌دهد ولی میزان کش پذیری و مؤثر بودن جوش را کاهش داده، سختی و روزن داری آن را بالا می‌برد.
۲) تولید زیاد هیدروژن- حجم بسیار زیادی از هیدروژن در منطقه جوشکاری ایجاد می‌شود که بر اثر تفکیک بخار آب در منطقه قوس به وجود آمده‌است.H۲ موجود در محیط تحت تأثیر گرما (HAZ)(۸) در فلز جوشکاری حل می‌شود که باعث ایجاد ترک خوردگی و شکاف‌های میکروسکوپیک می‌شود.
۳) از دیگر معایب آن دید پذیری کم است. گاهی اوقات جوشکار نمی‌تواند به درستی منطقه مورد نظر را جوش دهد.

### اثر آب بر فرآیندهای جوشکاری
فرآیندهای قوسی در آب دریا نسبت به آب شیرین، قوس نرمتر و پایدارتری دارند که به علت وجود یون‌های پایدار کننده قوس در آب دریا می‌باشد.
این یون‌ها از تجزیه نمک‌ها در قوس حاصل می‌شود.
عمق آب یا فشار نیز اثر قابل توجهی دارد.
افزایش فشار باعث می‌شود که قوس متمرکز شده و دمای هسته قوس افزایش یابد.
در نتیجه میزان نفوذ و هم چنین سرعت انتقال حرارت به اطراف بالا می‌رود.
با توجه به این شرایط شدت جریان در مقایسه با جوشکاری در هوا حدود ۲۰ الی ۲۵ درصد بیشتر در نظر گرفته می‌شود.
هم چنین به خاطر افت قابل توجه ولتاژ به خاطر طولانی بودن کابل‌ها، توان بیشتری در دستگاه‌ها و تجهیزات در نظر گرفته می‌شود.
به خاطر تمرکز حرارتی در قوس مقداری از آب‌های اطراف قوس تجزیه شده و حباب‌های پایدار در اطراف قوس ایجاد می‌پکنند.
این حباب‌ها اثرات متفاوتی بر جوش دارند، از جمله می‌توانند به عنوان گاز محافظ برای قوس عمل کنند.
از طرفی، گاز موجود در حباب‌ها منبع اصلی تخلخل در جوش نیز می‌باشد.
به خاطر دمای بالای قوس، مقداری از هیدروژن موجود به صورت اتمی در می‌آید.
این هیدروژن پس از جذب ممکن است باعث ایجاد ترک سرد هیدروژنی در جوش یا منطقه کنار جوش شود.
به منظور بررسی دقیق‌تر تأثیر آب بر فرآیندهای جوشکاری بد نیست مقایسه بین جوشکاری زیر آب با جوشکاری در هوا انجام شود:
- سرعت جوشکاری در این دو حالت فرق چندانی با هم ندارد.
- در هر دو محیط، شدت جریان را می‌توان مهم‌ترین متغیر مؤثر بر نفوذ در نظر گرفت.

محیط جوشکاری و اندازه الکترود اثر کمرنگ‌تری دارند.
- نفوذ ناقص و بریدگی کنار جوش جزء رایج‌ترین عیوب حاصل هستند.
- ابعاد جوش در دو حالت فرق چندانی با هم ندارد.

شکل کلی جوش نیز از این اصل پیروی می‌کند.
بنابراین اثرات بحرانی آب در این مورد کمرنگ جلوه می‌کند.
- در ولتاژ ثابت، جوشکاری زیر آب نیاز به شدت جریان بیشتری دارد.
- در جوشکاری زیر آب درصد مواد موجود در مخلوط گازی اطراف قوس (حباب‌هایی تشکیل شده) در حال تغییر است.

دلیل آن گرمای حاصل از قوس و تبخیر آب و نیز خارج شدن حباب‌های بخار و گاز از آب است.
که فرکانس خروجی آنها حدوداً ۱۵ حباب در ثانیه است.
- در جوشکاری زیر آب فشار در مخلوط گازی با فشار اطراف خود برابر است، یعنی با افزایش عمق این فشار هم زیاد می‌شود.
- با توجه به این که هدایت حرارتی در آب ۲۵ برابر و ظرفیت گرمایی ویژه آب نیز ۳۵۰۰ برابر هوا است.

جوش و منطقه تحت تاثیرش در محیط آب به سرعت سرد می‌شوند.
نکته مهم حرکت دائمی حباب‌های گاز و بخار آب به سمت بالا و تأثیر این پدیده بر تعادل قوس است.
الکترودهای بدون پوشش و سیم جوش‌های معمولی به هیچ وجه در زیر آب کارایی ندارند.
برای بالا نگهداشتن کیفیت جوش باید مواردی چون جرقه زدن، برقراری قوس الکتریکی، تعادل در قوس و آرام بودن پیشرفت مذاب در جوش را تضمین کرد.
در مورد گاز هیدروژن نیز باید گفت که درصد آن در مخلوط حباب‌های گاز – بخار آب که از سوختن الکترود به وجود می‌آید، ۷۰ درصد است.
از نظر قطب‌ها هم، در قطب مثبت یون‌های منفی کلر و در قطب منفی یون‌های مثبت نظیر H+ و Na+ مشاهده می‌گردند.
به دلیل بالاتر بودن سرعت سرد شدن جوش در آب نسبت به هوا، جنس فلز جوش باید حساسیت کمتری نسبت به حفره انقباضی و سخت شدن در اثر سریع سرد شدن داشته باشد.
در فولادهای فریتی استحکام کششی خط جوش به دلیل سختی زیاد بالاتر از استحکام کششی قطعه اصلی است.
ولی به دلیل نفوذ هیدروژن، چکش خواری خیلی پایینتر است.

طبق روابط تجربی استحکام کششی خط جوش زیر آب باید حدود ۸۰ درصد مقاومت در هوا و تغییر طول نسبی آن نیز ۵۰ درصد فلز جوش در هوا باشد. 

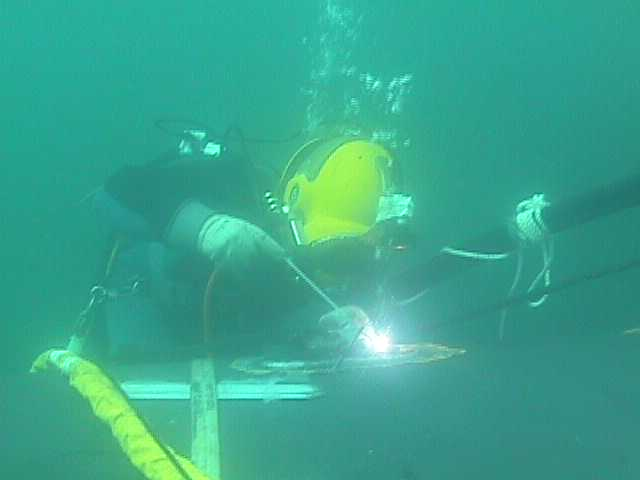
جوشکاری زیر آب

## ملاحظات ایمنی برای جوشکاری زیر آب
- در این روش ممکن است جوشکار در معرض شوک‌های الکتریکی مختلفی قرار گیرد. به همین دلیل تجهیزات جوشکاری باید ضدآب و عایق بندی شده باشند. همچنین ارتباط مناسبی می‌بایست میان جوشکار و همیار خارج از آب او، به منظور پایش جریان جوشکاری وجود داشته باشد.
- یک جوشکار زیر آب باید مهارت‌های غواصی را به‌طور کامل آموزش دیده و آگاهی کافی از مشکلاتی که می‌تواند در ارتباط با تنفس گازهای سمی برای جوشکار غواص به وجود آید، داشته باشد. این مشکل زمانی ایجاد می‌شود که غلظت گازهای محلول بی اثر در داخل بدن، از شرایط تعادل بیشتر شده و تمایل به خروج از بدن به شکل حباب داشه باشند.
- یکی از مشکلاتی که جوشکاران غواص آب‌های عمیق با آن مواجه هستند، فرایند فشارزدایی | Decompression است. عدم اجرای صحیح این فرایند می‌تواند منجر به مرگ غواص شود. از این رو مراحل فشار زدایی می‌بایست با استفاده از عمق‌سنج یا رایانه به دقت مورد پایش قرار گیرد.

## کاربردها
به‌طور کلی فناوری جوشکاری زیر آب برای ساخت و تعمیرات سازه‌های دریایی که امکان انتقال آنها به خشکی و بیرون از دریا وجود ندارد به عنوان یکی از مناسب‌ترین و ایده‌آل‌ترین فرایندهای جوشکاری به حساب می‌آید.
از جمله موارد استفاده از این روش عبارت است:
- تعمیر بخش‌های زیرآب مانند کشتی‌ها، اسکله‌ها و پایه‌های سازه‌های دریایی
- نصب سکوهای حفاری نفت
- سکوهای استخراج
- نصب و تعمیرات خطوط لوله زیرآب
- تعمیر بدنه کشتی‌ها
- اجرای سازه‌های سنگین مانند خطوط انتقال نفت و گاز

## پیشرفت‌های حاصل در زمینه جوشکاری در زیر آب
مدت‌های مدیدی جوشکاری مرطوب به عنوان یک تکنیک جوشکاری، در زیر آب مورد استفاده قرار می‌گرفته و هنوز هم این روش مرسوم است. اخیراً با پیشرفت‌هایی که در زمینه ساخت سازه‌های فرا ساحلی صورت گرفته، اهمیت جوشکاری زیرآبی را به طرز پیش‌بینی شده‌ای بالا برده‌است. این امر منجر به توسعه یافتن روش‌های جوشکاری دیگر از قبیل جوشکاریسایشی۹، جوشکاری انفجاری۱۰ و جوشکاری عمودی۱۱ شده‌است که هم‌اکنون مطالب قابل قبول و کافی در این زمینه برای ارائه وجود ندارد.

### گسترهٔ پیشرفت‌های آینده
جوشکاری قوس فلزی دستی مرطوب همچنان برای نوسازی و احیاء سازه‌های زیر آبی مورد استفاده قرار می‌گیرد اما کیفیت آن کافی نبوده و مستعد شکست هیدروژنی می باشداز این رو جوشکاری‌های بیش فشار خشک کیفیت بهتری نسبت بهجوشکاری‌های مرطوب دارند. امروزه گرایش و رویه میل به سوی اتوماسیون دارد.THOR-۱ ۱۲ یا ربات تحت کنترل مدارِ بیش فشار که از گاز بی اثر تنگستن استفاده می‌کند، توسعه بخشیده شد تا در جاهایی که غواص عملیات لوله‌کشی و نصب خط لوله را انجام می‌دهد، بقیه پروسه کار را بر عهده گیرد.